# 対人恐怖症
対人恐怖症（たいじんきょうふしょう、英語: Taijin kyofusho, taijin kyofusho symptoms ; TKS）は、対人場面で不当な不安や緊張が生じて、嫌がられるのでは、不快感を与えるのではと考え、対人関係から身を引こうとする神経症の一種であるとされる。
『精神障害の診断と統計マニュアル』第4版には、診断基準ではないが、特徴が記され、外見、臭い、表情、しぐさなどが他人を不快にするのではという恐怖であり、社交不安と似ているとしている。
治療法については、「対人恐怖症#治療」を参照。

## 概要
あがり症とも呼ばれる。
例えば、他人の前での失敗経験などをきっかけに、人前で症状が出ることを極度に恐れ、他者の目の前で極度の緊張にさいなまれる。思春期にはよく見られ、軽いものは自然に治ってしまう。一方で、社会生活に支障をきたすほど不安が高まってしまう場合、神経症として治療が必要である。軽度のものをあがり症や舞台恐怖と呼び、ひきこもりを伴うなど社会的生活に支障をきたすほど重度のものを「対人恐怖症」と呼ぶ傾向があるが、厳密に区別する定義はなく、その根本は同じと考えられる。よって本記事では同様の症状として扱う。
恥の文化を持つ日本において群を抜いて多く、日本に顕著な文化依存症候群とされ、海外においてもそのまま「Taijin kyofusho」と呼称されている。ただし、社交不安障害（社交恐怖）そのものは世界中で広く見られる。

## 定義
1975年の『精神医学事典』によれば、対人恐怖とは、対人場面で不当な不安や緊張が生じて、嫌がられるとか、不快感を与えるのではと考え、対人関係から身を引こうとする神経症の一種であるとされる。
アメリカ精神医学会の『精神障害の診断と統計マニュアル』第4版（DSM-IV）に、対人恐怖症が日本における特異的な恐怖症として挙げられている。DSM-IVの「付録I 文化に結びついた症候群の文化的定式化と用語集の概説」に記されている。

## 主な症状
個々の症例により、以下の通りさまざまに呼称されるが、それを包括するものである。症状も下記の通り分類すれば多岐にわたるが、どれも本質的には人前で症状が出ることを恥じ、不安に思うあまり、意識がその一点に集中し、逆に症状が悪化してしまうという仕組みにおいて同質である（神経症であるため身体には異常は無い）。中でも赤面症、表情恐怖症、視線恐怖症はよく見られる。
- 赤面症（赤面恐怖症） - 人前で顔が赤くなっているのではないかと思ってしまう。
- 表情恐怖症 - 自分の表情が気になってしまう。
  - 笑顔恐怖症 - 人前でひきつって自然に笑う事が出来ない。頬がぴくぴくと痙攣してしまう。自分の笑い顔が泣きべそをかいているように感じてしまう。
- 視線恐怖症 - 他人あるいは自分の視線を気にしてしまう。
  - 他者視線恐怖症 - 他人の視線が気になってしまう。
    - 例1：話している相手の目線が気になって自然に話せない。
    - 例2：集団の中にいると全員から見られている気がしておちつかない。人とすれ違うときに相手から見られている気がする。

  - 自己視線恐怖症 - 自分の視線の置き場に困る（例：バスや電車の車内など）。
  - 正視恐怖症 - 自分の視線が相手を不愉快にさせてしまうのではないかと思い、相手を正視できなくなる。
  - 脇見恐怖症 - 視線を向けてはいけないと意識するほど、そちらに視線がいってしまう。女性の脚に目がいってしまう、テスト中に隣の席を気にしてしまうなど。
- 醜形恐怖症 - 自分の顔だちや体が醜いと思い込み（実際にはそう醜くない場合も珍しくない）、過度の劣等感を抱え、うまく対人関係を築けない。
- 書痙(振戦恐怖症) - 人前で文字を書くときに手が震えてしまう。
- 嫌疑恐怖症 - 周囲から自分が犯人だと疑われているのではないかと思ってしまう。
  - 例1：スーパーで、周囲の人から自分が万引犯だと思われてしまっているのではないかと思う。
  - 例2：満員電車の中で、周囲の人から自分が痴漢と間違われているのではないかと思ってしまう。
- 電話恐怖症 - 人ごみの中で電話する時、周囲の人から聞き耳をたてられているように感じ、うまく話せない。
- 会食恐怖症 - レストランなど、人ごみの中で落ち着いて食事をとる事が出来ない。
- 失語恐怖症 - 自分の言葉で相手を傷つけてしまっているのではないかと思い、自然に話せない。
- 雑談恐怖症 - 自信の喪失などによって、自分は会話が下手な人間だと思い込み、自然な会話が出来なくなる。これに陥った人の多くは、会話術などの本を読み漁ったりするが、根本的な原因は「自分は会話が下手だという思い込み」にある。
- 吃音症 - 人前でどもってしまう。
- 多汗症 - 人前で汗が異常に出てしまう。
- 体臭、口臭恐怖症（自臭症） - 自分の体臭がきつくて（実際には症状が出ていない場合も珍しくない）、人から嫌われてしまっているのではないかと思う。
- 唾恐怖 - つばを飲み込むときの音が人前で気になってしまう。そう思うと余計に唾液が出る。
- おなら恐怖症（放屁症）上記の呑気症が拍車をかけていることも多い。
- 男性恐怖症、女性恐怖症

患者は、症状が嫌で治そうと意識すればするほど、症状が悪化してしまうという悪循環に苦しめられることになる。症状自体も恥ずかしいものであったり、「症状によって周囲の人に迷惑を掛けているのではないか」という罪悪感、思い込みから周囲の人に悩みを打ち明けられない人が多い。しかし、症状の克服にはその症状を受け止めてしまうこと、開き直ってしまうことが効果的である。治療は、精神療法では認知行動療法が中心である。
また、国内において、森田療法はこの分野の草分けとして知られている。

## メカニズム
西洋社会において一般的な他人を傷つけるか、迷惑をかける、怒らせてしまう自分自身に対する自律的な恐怖より、むしろ、自身に対する攻撃や、社会的な不器用さのため他人によって非難されるといった他律的な恐怖という症状が見られる。ルース・ベネディクト的な、「罪の文化（guilty culture）」に対する、「恥の文化（shame culture）」の表出とも解される。
対人恐怖症についての理解のしかたはいくつかある。対人恐怖症は「対人場面で不必要なほど強い不安や緊張を生じ、その結果人からいやがられたり、変に思われることを恐れて、対人関係を避けようとする神経症である」ともされる。対人恐怖症の中でも、妄想的確信を抱く恐怖症を「重症対人恐怖症」もしくは「思春期妄想症」と呼ぶ人もいる。ただ、このような恐怖症は妄想を伴っているので、対人恐怖症には含めず、別のカテゴリーで扱ったほうがよいと考える人もいる。
対人恐怖症の起きるしくみについて、西園昌久は、恥の心理と関係あるのか、恐れの心理と関係があるのかについて調べている。西園の研究によると、男子の場合は、周囲から圧迫を感じる漠然とした対人恐怖、あるいは視線恐怖がほとんどで、他者と対立する自己への不安がみられるという。それに対して女子の場合は、対人恐怖は視線恐怖、醜貌恐怖、赤面恐怖と関連しており、他人の目にさらされる自己の身体像へのこだわりがあるという。
鍋田恭孝の分析では、自意識過剰を「私的自己意識」と「公的自己意識」という用語によって分けている。私的自己意識とは、内面、感情、気分などの他人から直接観察されない自己側面に注意を向けることである。公的自己意識とは、服装、容姿、言動など、他人に観察される側面にこだわることである。対人過敏性が正常範囲内であれば、周りからの評価や視線への（過剰な）気づかいは、公的自己意識が高まることによって生まれ、年齢が高まるとともに消失してゆく。それに対して、対人恐怖症患者は、自己評価のほうを低めて自己嫌悪感を抱いているにもかかわらず、こうあるべきだという高い自我理想を無理に示そうとして公的自我意識を強めることで、それらの乖離に悩んでいるのだという。

## 治療

### 心理療法

#### 認知行動療法
対人恐怖の治療には、認知行動療法が有効であるとされる。そこでは、受容的かつ共感的に耳を傾けながら、個々の患者の心理や状況に即した対人恐怖の認知行動モデルが作成され、治療が開始される。患者を責めることなく、具体的かつ詳細な部分にも丁寧に耳を傾けることが大切である。
その後展開される具体的な治療技法として、以下のようなものがある。
- ビデオフィードバック
他者から見える自己像を修正するため、不安を感じる場面における患者自身を撮影した動画（ビデオ）を見せ、不安に思っていること（手が震えているかもしれないということ等）は、実際には他者からは見えない・気づかれないということを認識できるよう支援する場合がある[10]。

同時に、他者とのやり取りをしている場面を動画撮影することで、自分だけが過剰にやっていると思っていたことを、他者も同程度にやっているということに気づくことができるようサポートする場合もある。
- 注意シフトトレーニング
他者からどう思われるかという点から注意をそらし、会話の内容そのものや色・音などの外的なものに注意を向けることができるよう患者をサポートする[12]。

- 行動実験
「～したら（～のとき）、･･･と思われるだろう」といった、対人恐怖に関する特定の予測の妥当性を、実際に検証できるようサポートする[13]。たとえば、「頭に浮かんだことをそのまま話したら、馬鹿だと思われるだろう」という予測を持った患者が、頭に浮かんだことをそのまま話した際に、他者がその話題に関心を持って楽しそうに会話に参加をしたことを確認し、予測の妥当性を検証した事例が報告されている[14]。

このような行動実験を通じて、「自分自身にとって大きな心配事でも、他者はそのことをまったく気にしていない」・「実際には他者は、自分が不安に思っている事柄に全く気づいていない」・「ありのままでいても、大丈夫である（他者に受け入れてもらえる）」・「他者は決して、自分を否定的にとらえていない」ということに気づけるようサポートを行う。
- 認知再構成法と曝露療法
認知行動療法において、認知再構成法と曝露療法の組み合わせも有効である[20]。

まず、認知再構成法を用いて、症状の原因となっている様々な認知（例：自己関連付け＝実際には無関係な他者の言動などを、自分に対するもの・関係のあるものだと捉えること）を見つけ、治療者と共にそのような認知の根拠・妥当性を考え直したり、治療者が客観的に新たな捉え方を提示したりして、現実に即した機能的な認知を身につけられるようサポートする。対人恐怖に関する専門書において「（気にしていること・悩んでいる症状は）客観的にはほとんど気づかれない程度で、まして、人に不快感を与えるということはまずないものです」・「（他人の言動は、自身の症状とは）全く無関係な偶然的出来事にすぎないのです」と述べられており、このようなことに気づけるよう患者をサポートしていく。
次に、曝露療法を用いて、不安を感じる場面や状況に身をおくことをサポートし、「何度も不安場面に身をおくことで、慣れが生じ不安感が減少してくる」・「不安場面に身を置いても、心配していたことが実際には起こらない」といったことを体感できるよう支援する。